# TSV
TSV (англ. tab separated values — значения, разделённые табуляцией) — текстовый формат для представления таблиц баз данных. Каждая запись в таблице — это строка текстового файла. Каждое поле записи отделяется от других с помощью символа табуляции, точнее горизонтальной табуляции. TSV — это форма более общего формата DSV — значения, разделённые разделителем.
TSV — простой, широко поддерживаемый формат, поэтому он часто используется для перемещения табличных данных между различными компьютерными программами. Например, TSV может использоваться для передачи информации между базой данных и табличным процессором.
TSV — альтернатива распространенному формату CSV, поскольку не нуждается в экранировании символа запятой в середине значений. Запятая достаточно часто встречается в текстовых данных, в написании чисел по некоторым национальным стандартам, в отличие от символа табуляции.